# Tausug
Pour le groupe ethnique, voir Tausūg (groupe ethnique).
Le tausug (ou Tausūg) est une langue austronésienne, de la branche malayo-polynésienne, parlée dans la province de Sulu aux Philippines. C'est une des langues bisayas. Il est également parlé en Malaisie et en Indonésie.

## Classification
Le tausug appartient au sous-groupe grand philippin central. Celui-ci est rattaché aux langues philippines, un des groupes du malayo-polynésien occidental. 

## Syntaxe

### Pronoms
|                                   | Absolutif | Ergatif           | Oblique               |
| --------------------------------- | --------- | ----------------- | --------------------- |
| 1re personne du singulier         | aku       | ku                | kāku'                 |
| 1re personne du duel              | kita      | natu', ta         | katu'                 |
| 2e personne du singulier          | ikaw, kaw | mu                | kaymu                 |
| 3e personne singulier             | siya      | niya              | kaniya                |
| 1re personne du pluriel inclusive | kitaniyu  | natu'niyu, taniyu | kātu'niyu, kātu'natu' |
| 1re personne pluriel exclusive    | kami      | namu              | kāmu'                 |
| 2e personne du pluriel            | kamu      | niyu              | kaniyu                |
| 3e personne du pluriel            | sila      | nila              | kanila                |